# Municipio de Venice (Ohio)
El municipio de Venice (en inglés: Venice Township) es un municipio ubicado en el condado de Seneca en el estado estadounidense de Ohio. En el año 2010 tenía una población de 1758 habitantes y una densidad poblacional de 17,12 personas por km².

## Geografía
El municipio de Venice se encuentra ubicado en las coordenadas 41°1′47″N 82°53′26″O / 41.02972, -82.89056. Según la Oficina del Censo de los Estados Unidos, el municipio tiene una superficie total de 102.66 km², de la cual 102,64 km² corresponden a tierra firme y (0,02 %) 0,02 km² es agua.

## Demografía
Según el censo de 2010, había 1758 personas residiendo en el municipio de Venice. La densidad de población era de 17,12 hab./km². De los 1758 habitantes, el municipio de Venice estaba compuesto por el 97,1 % blancos, el 0,46 % eran afroamericanos, el 0,17 % eran amerindios, el 0,23 % eran de otras razas y el 2,05 % eran de una mezcla de razas. Del total de la población el 1,25 % eran hispanos o latinos de cualquier raza.